# Pfarrkirche Schwarzach (Vorarlberg)

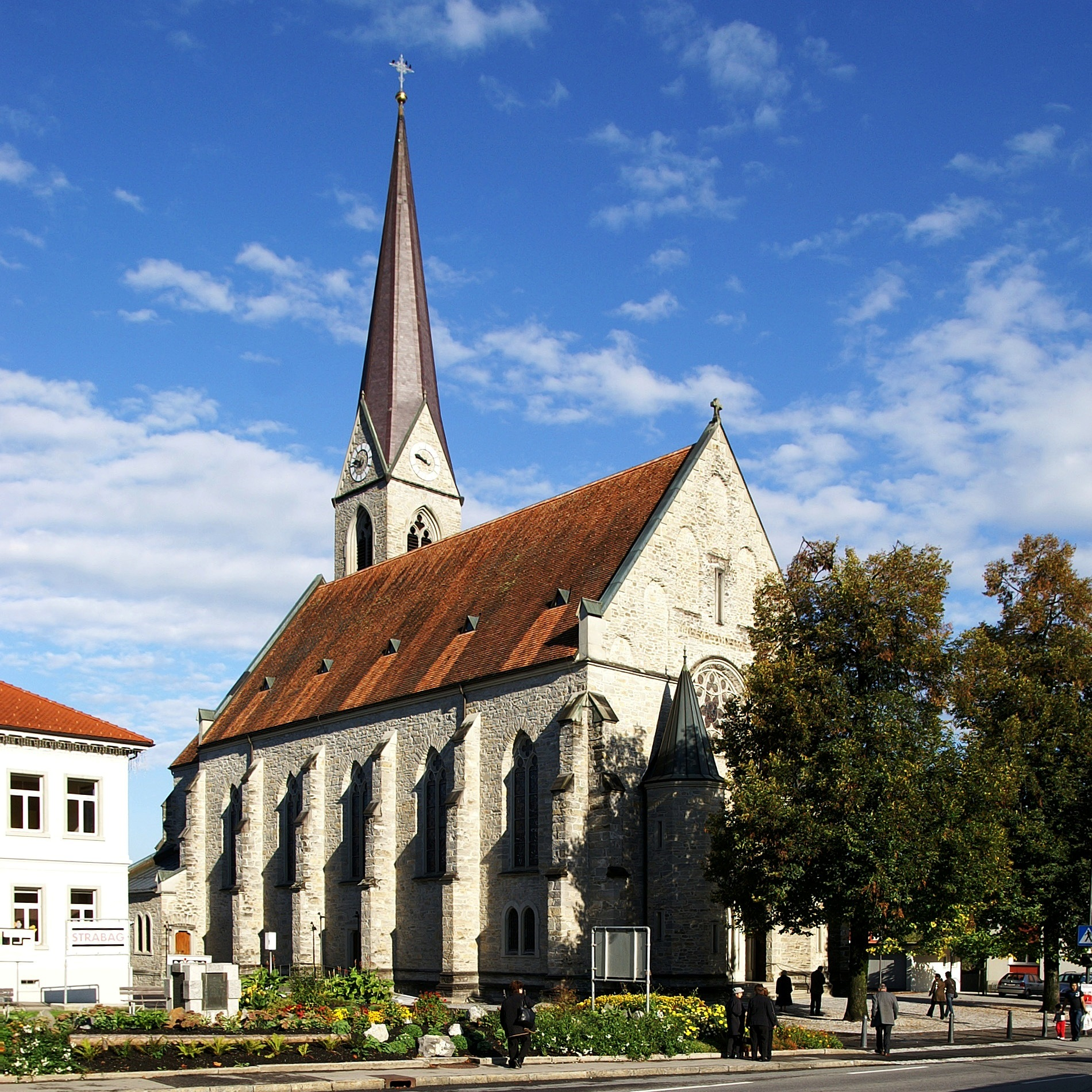
Pfarrkirche hl. Sebastian in Schwarzach.

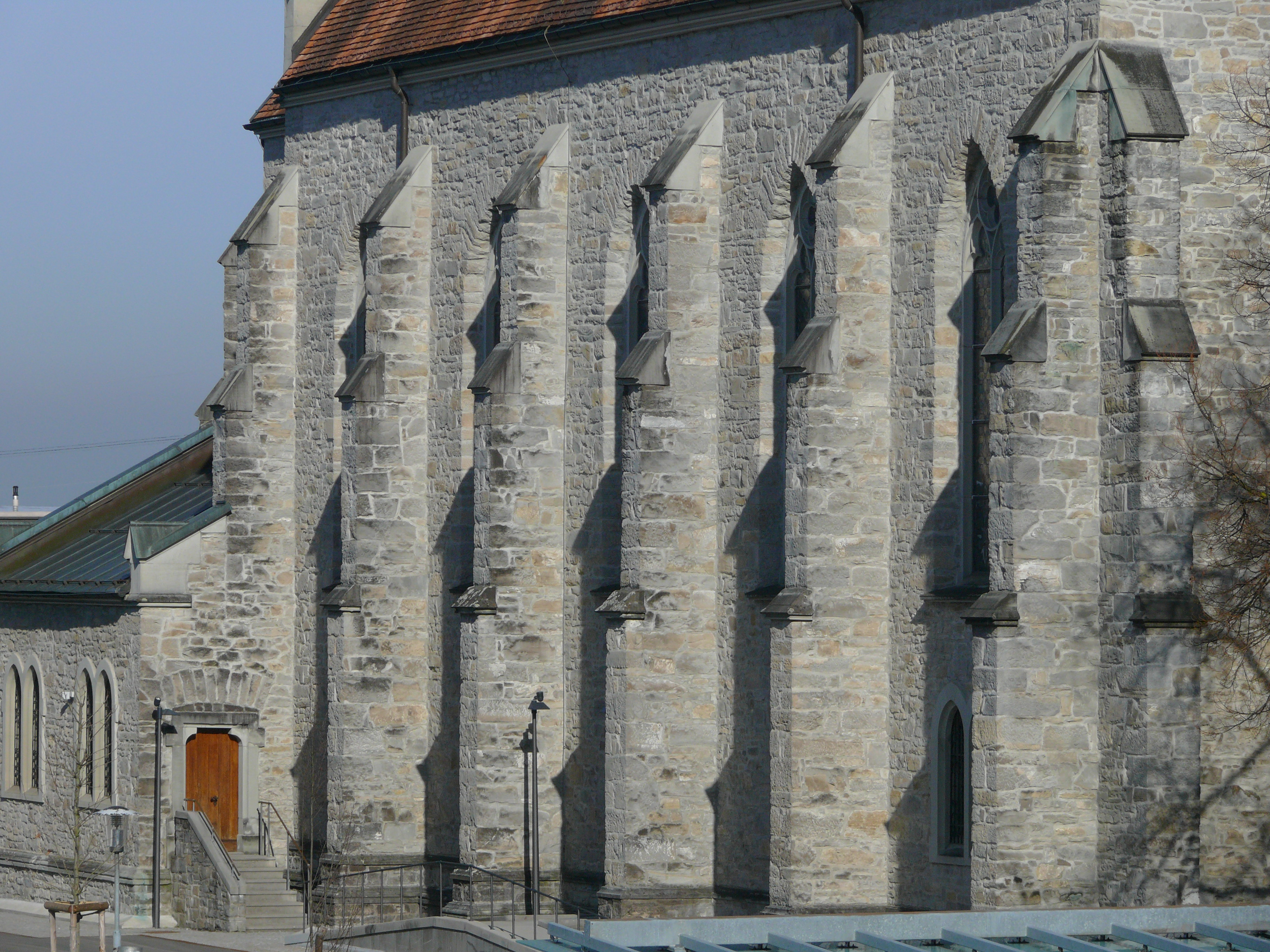
Detail der Stützwerke der Kirche.

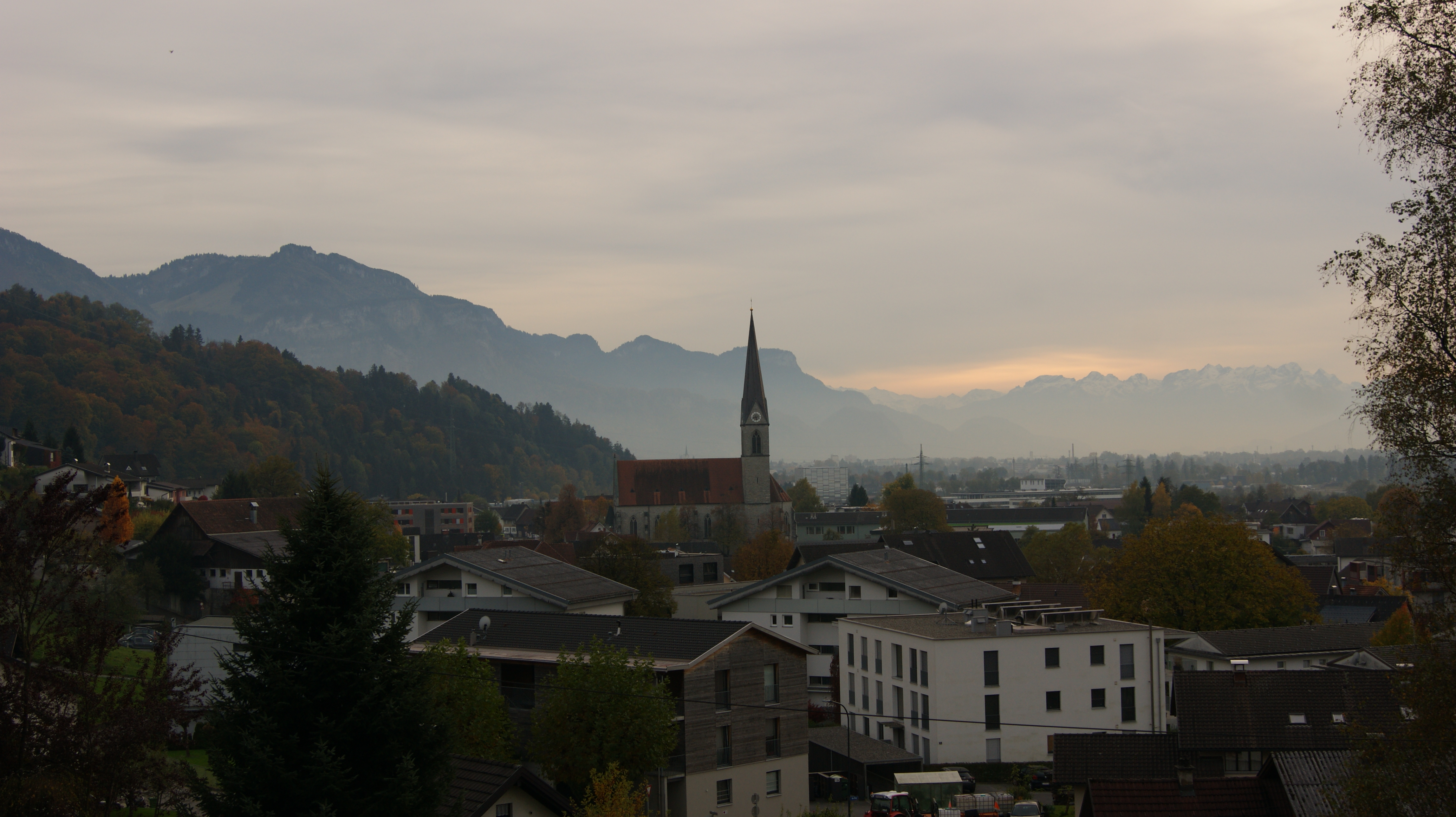
Blick über Schwarzach nach Dornbirn.

Die römisch-katholische Pfarrkirche Schwarzach steht im Zentrum der Gemeinde Schwarzach in Vorarlberg. Sie ist dem heiligen Sebastian geweiht und gehört zum Dekanat Bregenz in der Diözese Feldkirch. Das Bauwerk steht unter Denkmalschutz. Das Patrozinium wird am 20. Jänner gefeiert.
Die Kirche ist ein nach allen Seiten freistehender klassizistischer Steinbau in neugotischem Stil, der das Ortszentrum von Schwarzach weitum beherrscht. Der Chor ist nach Nordwesten ausgerichtet. Der einzige Turm ist nördlich an das Langhaus/Chor angebaut.

## Lagebeschreibung
Schwarzach liegt seit alters her am Verkehrsweg von Dornbirn bzw. von Bregenz in den Bregenzerwald über Alberschwende und an der Hofsteigstraße (L3). Davon profitierte auch die Siedlung, in der sich neben der wichtigen Infrastruktur, wie z. B. Gasthäuser und Stapelplätze, auch die imposante Pfarrkirche aus dem örtlich hier vorkommenden Natursandstein befindet. Ursprünglich bestand lediglich eine Kapelle, die erweitert und von 1901 bis 1903 durch die heutige Pfarrkirche ersetzt wurde.

## Geschichte
Die Gemeinde Schwarzach gehörte ursprünglich seelsorgerisch zur Pfarre Bregenz, wurde 1180 der Pfarre Alberschwende zugeteilt und 1512 der Pfarre Wolfurt, die in diesem Jahr zur Pfarrei erhoben wurde. Dabei bildete der Fluss Schwarzach jahrhundertelang die Grenze der Pfarrei. Die nach Wolfurt zugerichtete Seite der Gemeinde wurde großteils von der Pfarre Wolfurt betreut (Ingrüne und Obertellenmoos von der Pfarre Bildstein), die nach Dornbirn zugewandte Seite der Gemeinde über der Schwarzach wurde von der Pfarre Dornbirn-Haselstauden betreut.
Im 13. Jahrhundert bestand eine Burgkapelle in der Residenz der „Edlen von Schwarzach“, die zu Beginn des 15. Jahrhunderts im Zuge der Appenzellerkriege zerstört wurde. Ab 1468 bestand auf dem heutigen Friedhofsgelände eine Kapelle, die dem heiligen Sebastian, Sankt Rochus und heiligen Bartholomä geweiht war samt Kaplanei (Stiftungsurkunde vom 19. Dezember 1468 im Vorarlberger Landesarchiv) mit einer Größe von etwa 4 × 2 Meter.
Die Kapelle wurde im 17. Jahrhundert erweitert und später ein weiterer, vergrößerter Kapellenbau errichtet. Die Kaplanei ging jedoch im Laufe des Jahrhunderts unter. Gegen Ende des 18. Jahrhunderts wurden die Bestrebungen stark, eine eigene Pfarre in Schwarzach zu errichten, es wurde jedoch nur 1782 eine Seelsorgekaplanei mit Investitur eingerichtet. 1802 erfolgte die Erhebung zur Expositur.
1803 wurde die Kapelle abgerissen und – weitgehend in Frondienst – eine Pfarrkirche für etwa 200 Gläubige mit den Maßen 16,5 × 10,5 Meter errichtet und am 23. Oktober 1803 durch den Stadtpfarrer Steger aus Bregenz eingeweiht. 1821 wurde eine Orgel mit acht Registern von Franz Fidel Haas aus Möggers gekauft. 1885 wurde eine Orgel von Anton Behmann eingebaut.
1821 wurde wiederum eine Erhebung zur Pfarre angestrebt, die erfolgreich war und im Oktober 1824 verkündet wurde. Dadurch wurde auch die seelsorgerliche Dreiteilung der Gemeinde beendet. 1876 wurde ein Baufonds für die Errichtung einer neuen Pfarrkirche eingerichtet und am 22. Mai 1897 durch eine Bürgerversammlung beschlossen, die neue Kirche vis-à-vis der alten Kirche auf dem sogenannten „Engelwirtsanwesen“ zu bauen. 1898 wurde Baumeister Serfain Pümpel aus Feldkirch beauftragt, erste Pläne zu erstellen, 1899 der Baumeister Peter Huter aus Innsbruck, Detailpläne auszuarbeiten. Diese sahen eine Kirche im frühgotischen Stil vor. Wegen der hohen Baukosten dafür wurde Baumeister Josef Kröner aus Feldkirch mit der Ausarbeitung einer kostengünstigeren Variante beauftragt, die sodann auch zur Ausführung gelangte.
Der Spatenstich war am 29. April 1901, am 23. Juni 1901 wurde der Grundstein durch Bischof Johann Zobl gelegt und am 18. Oktober 1903 erfolgte die Benedizierung durch Dekan Georg Prutscher und wurde der erste Gottesdienst abgehalten (Kirchweihfest). Die Einweihung erfolgte am 22. Mai 1905 durch Fürstbischof Josef Altweisel. Die gesamten Baukosten beliefen sich auf 170.000 Kronen (ohne die Kosten für den von der Gemeinde zur Verfügung gestellten Bauplatz).
1963/64 wurde ein neuer Pfarrhof, 1968 eine Leichenkapelle gebaut (inzwischen wieder abgebrochen). 1976/77 erfolgte eine größere Außenrenovierung, bei der die Kirche das heutige, unverputzte, Aussehen erhielt, bei dem die darunter befindlichen Natursteine als Gestaltungselement eingesetzt wurden. 1988 bis 1990 fand eine umfangreiche Innenrenovierung statt.
Christian Hiller (1880–1951), österreichischer Politiker und Geistlicher, war 1906 und 1907 als Pfarrhelfer in Schwarzach.

## Architektur

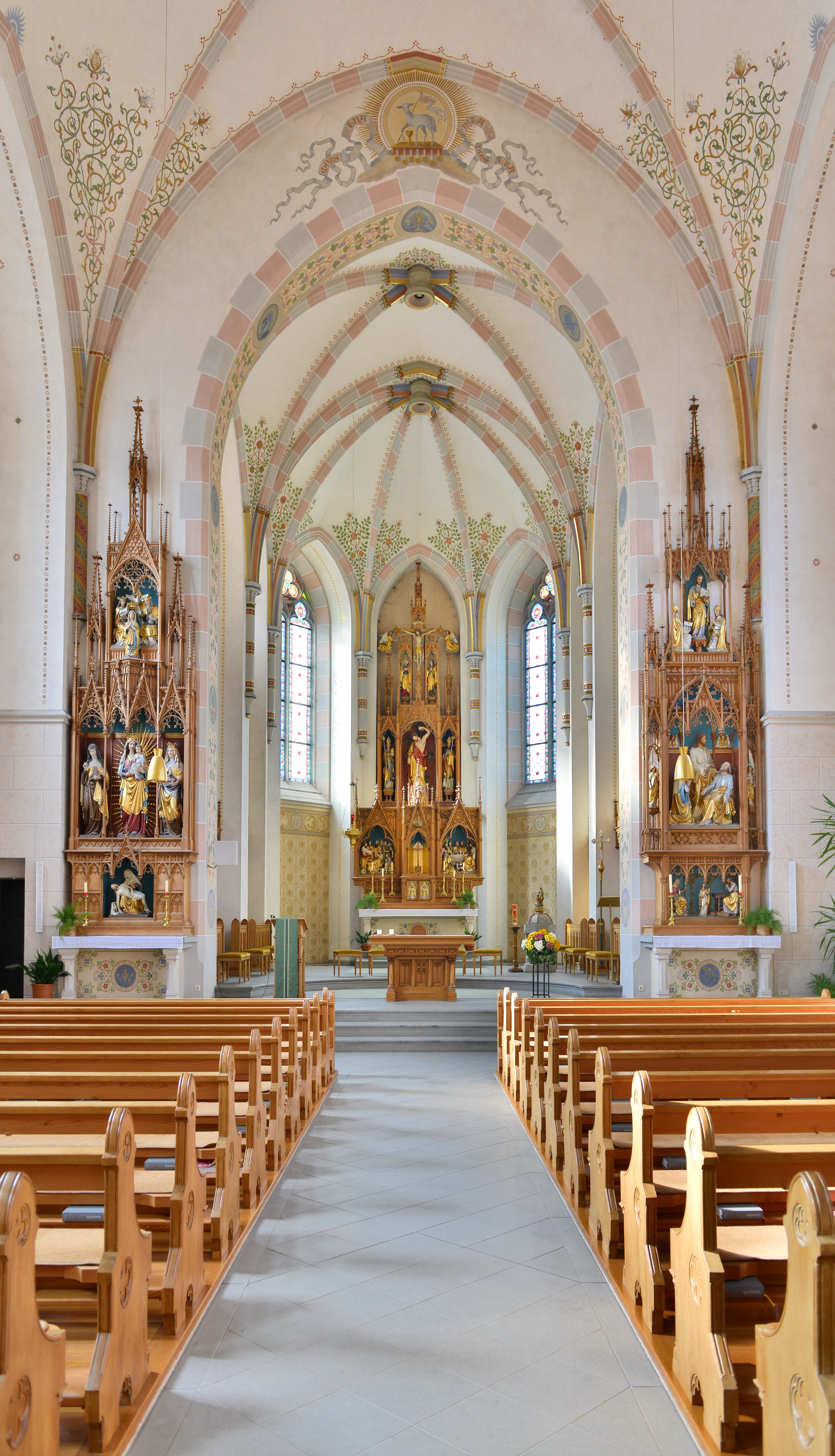
Kircheninneres mit Blick zum Altar.

Der neugotische Bau an der heutigen Stelle wurde nach einem Plan von Peter Huter durch Josef Kröner erbaut. Das Langhaus der Kirche ist 21,3 Meter breit, 25 Meter hoch und mit Chor ist die Kirche 47 Meter lang. Das Bodenniveau liegt etwa auf 435 m ü. A. Die Gewölbespannweite beträgt 11 Meter. In der Kirche sind 650 Sitzplätze.
Der Kirchenbau selbst ist in klassizistischer Ausprägung als Langhaus mit steilem Satteldach und großen, dominierenden und prägenden Spitzbogenfenstern mit farbiger Verglasung ausgeführt.
Der Chor wurde baulich tiefer gezogen an das Langhaus angefügt und ist durch den spitzbogenförmigen Chorbogen (mit einem Emblem mit dem Osterlamm, Kreuzfahne und Kelch im Scheitelpunkt) architektonisch deutlich abgegrenzt (Inschrift: Mors tua vita nostra). In der Chorbogenlaibung sind die Symbole der Sieben Sakramente abgebildet.

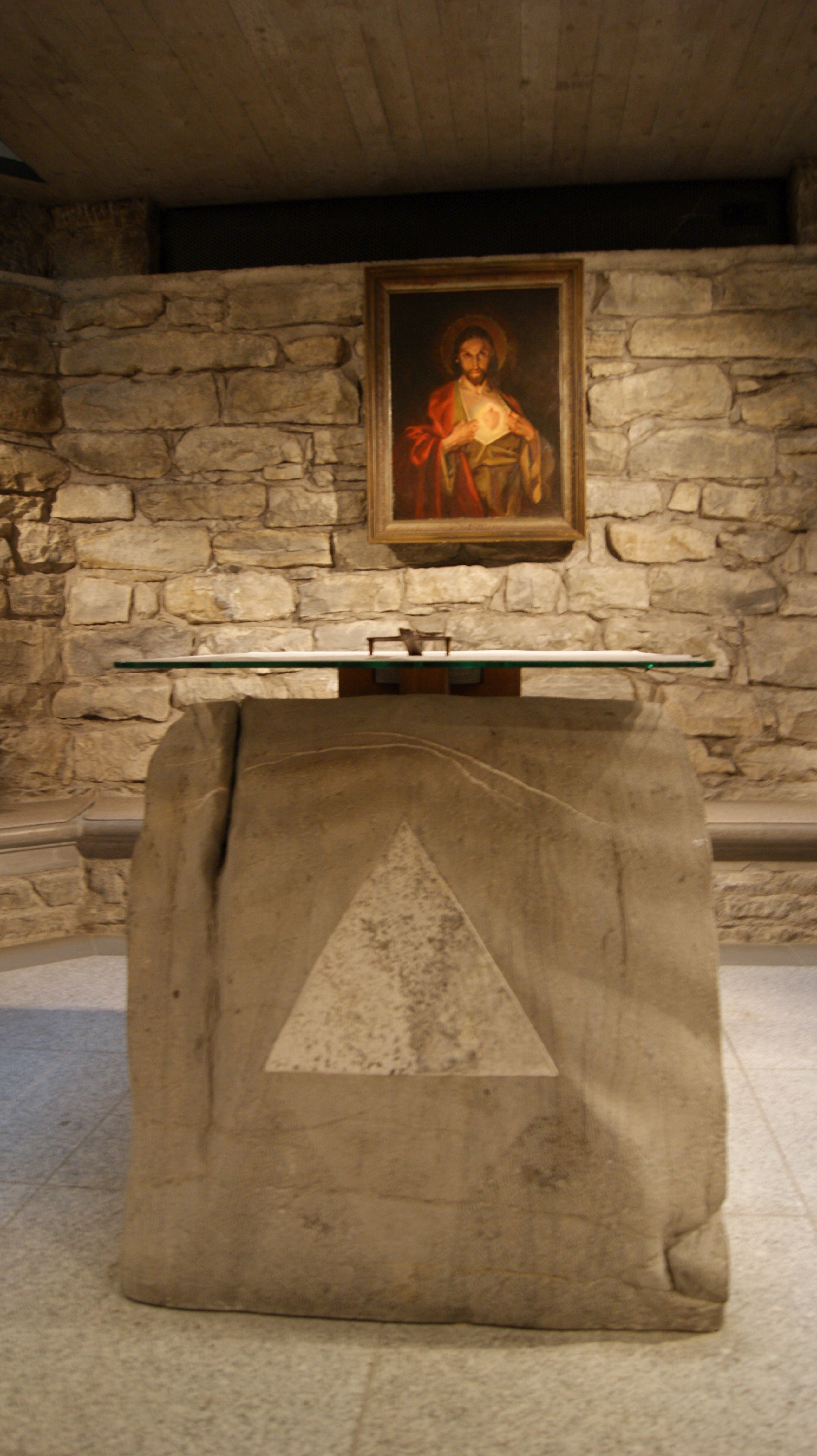
Altar aus Sandstein und Altarbild in der Unterkirche. Der Ambo und Altarstein wurde von Anton Moosbrugger, Egg, geschaffen. Im Hintergrund die umlaufende Sandsteinsitzbank aus der ehemaligen Stufe zum Chor geschaffen.

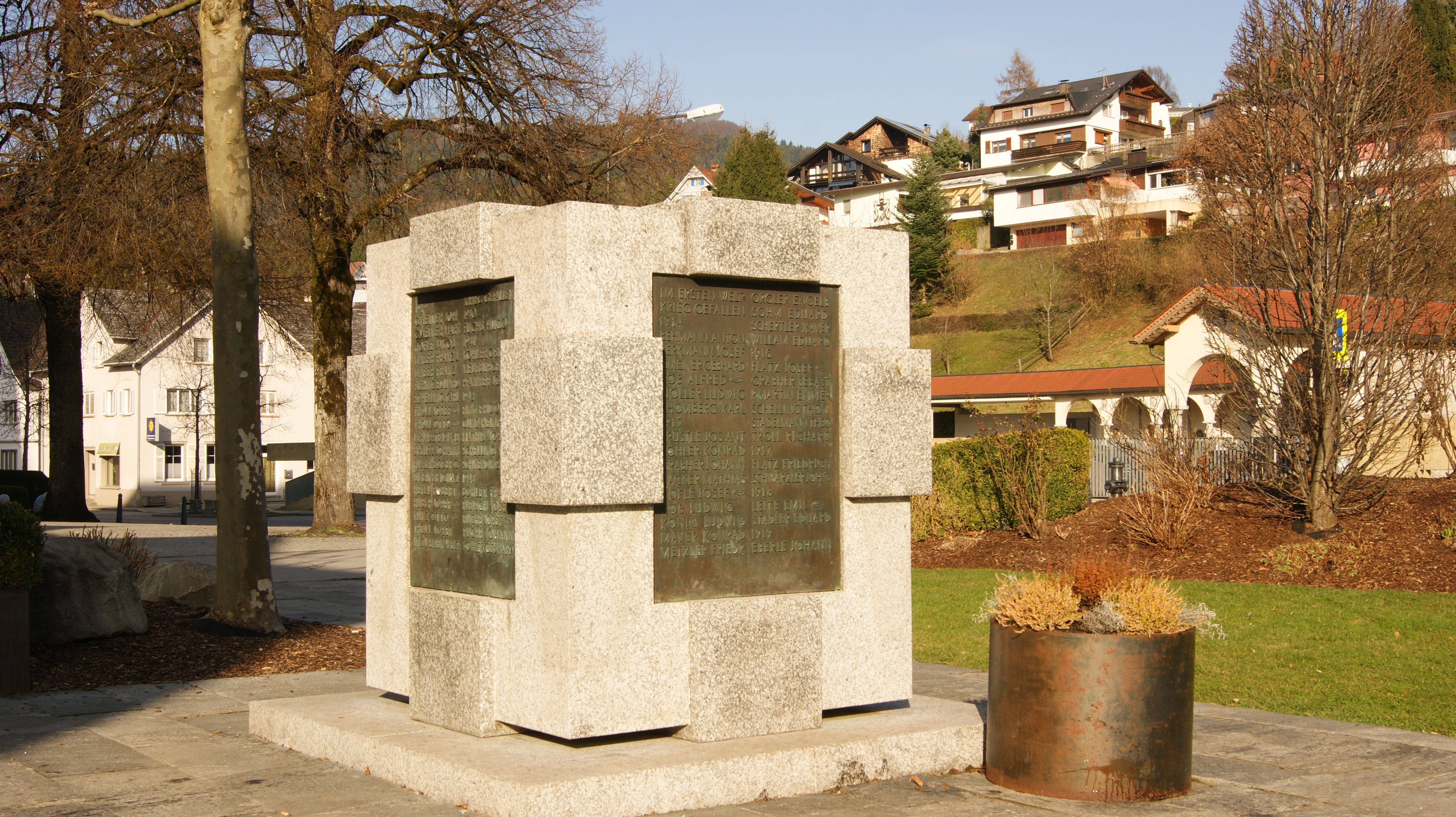
Kriegerdenkmal in Schwarzach, im Hintergrund der Friedhof und oberhalb ein Teil des Linzenbergs

Über dem südöstlich befindlichen Hauptportal aus Sandstein befindet sich ein Auge der Vorsehung und darüber prägend ein Rosettenfenster aus Sandstein (3,5 m Durchmesser) mit Ornamenten und der heiligen Cäcilia. Der Zugang zur Kirche wird von zwei Treppentürmen mit Kegeldächern flankiert.
Im Süden befindet sich ein kubisches Kriegerdenkmal (etwa 434 m ü. A.) mit stilisiertem Kreuz von Emil Gehrer. Das alte Kriegerdenkmal (Obelisk) von Albert Bechtold (1885–1965) wurde entfernt. 

### Chor
Der Chor ist 11,5 Meter lang, 9 Meter breit und hat eine Höhe von 13 Meter und wird von Seitenaltären flankiert und mit drei Sandsteinstufen zum Langhaus abgegrenzt. Früher bestand nur eine Chorstufe. Diese wurde bei der Renovierung von 1988 bis 1990 ausgebaut und dient nun als eine der Sitzbänke in der neu geschaffenen Unterkirche. Diese Chorstufe war ein besonderer Stolz der Handwerker, „Schlifar“, und hatte eine Länge von zehn Meter an einem Stück.
Der Boden des Chors unterscheidet sich seit der Renovierung farblich kaum von dem des Langhauses.

### Unterkirche
Eine Besonderheit dieser Kirche ist die anlässlich der Renovierung von 1988 bis 1990 neu geschaffene Unterkirche auf Anregung von Baumeister Walter Hauser, Alberschwende, die vom Hauptraum aus zugänglich ist und kleineren Gottesdiensten sowie der Andacht dient. Der Kreuzweg der Unterkirche wurde von Rudolf Zündel 1986 geschaffen. Die zehn handcolorierten Radierungen sind in Kreuzform angeordnet. Altar und Ambo wurden von Anton Moosbrugger aus dem regional vorkommenden Schwarzachtobler Sandstein hergestellt. Die hier befindliche Madonnenfigur im Stil des 15. Jahrhunderts ist eine Spende von Franzi Strobl, die Darstellung Anna selbdritt (frühes 16. Jahrhundert) eine Spende von Anna Simma. Das Gemälde Friedenschristus stammt von Hans Strobl (unsigniert).

## Ausstattung
Der Hauptaltar und die Seitenaltäre wurden 1906 eingebaut, ausgeführt vom deutschen Holzbildhauer Moriz Schlachter (1852–1931) aus Ravensburg bzw. aus dessen Schule (sowie verschiedene Figuren). Der zwischen die Streben eingefügte neugotische Hauptaltar ist in drei horizontale Hauptebenen unterteilt. In der untersten Ebene befindet sich in der Mitte der Tabernakel, links und rechts je ein Relief. Das linke Relief zeigt den Jüngling von Naïn mit der biblischen Geschichte der Totenerweckung (Lukasevangelium) und das rechte Relief die Fußwaschung Christi durch Maria Magdalena. Über dem Tabernakel ist als Symbol für Jesus Christus ein weißer Pelikan dargestellt, der seine Jungen füttert. Unterhalb des Tabernakels halten zwei Engel Schriftbänder mit der Inschrift: Ecce panis und Angelorum. In der mittleren Ebene befindet sich in der Mitte der Patron der Kirche, der hl. Sebastian, links daneben der hl. Gebhard (Landespatron von Vorarlberg) und rechts der hl. Martin. In der obersten Ebene (Gesprenge) befindet sich ein Kruzifix, links die Muttergottes und rechts Johannes sowie zwei Engel.
Links und rechts vor dem Chorbogen befinden sich zwei Seitenaltäre. Der linke Seitenaltar ist der hl. Maria gewidmet, der rechte dem hl. Josef. Beide Seitenaltäre sind im selben Stil wie der Hauptaltar ausgeführt und in drei horizontale Hauptebenen gegliedert. Der linke Seitenaltar zeigt in der Predella eine Pietà, in der mittleren Ebene die Muttergottes mit Kind, links vermutlich die hl. Anna oder hl. Klara und rechts die hl. Elisabeth. Die Predella des Josefsaltars auf der rechten Seite zeigt den lehrenden Jesus, begleitet von seinen Eltern (Maria mit Spinnrocken, Josef bei der Zimmermannsarbeit an einer Werkbank). Die mittlere Ebene zeigt zentral den sterbenden Josef, der, begleitet von Maria, die Weihe von Christus empfängt. Links und rechts befinden sich zwei Engel. Der linke trägt eine Schriftrolle mit der Inschrift: St. Joseph ora pro nobis, der rechte das Heiligenattribut, den Lilienstängel. Im Gesprenge befindet sich wiederum zentral der hl. Josef, diesmal mit einem Kirchenmodell der Pfarrkirche Schwarzach und seinem Heiligenattribut. Links und rechts knien zwei Figuren, welche den geistlichen (mit Tiara und Wappen von Schwarzach) und den weltlichen Stand (mit Krone und Schwert) darstellen.
Von Anton Marte (1874–1929), österreichischer Kirchenmaler und Restaurator, stammen die 1924 hergestellten Fresken.
Die Kirchenbänke stammen von einem Schwarzacher Schreiner und sind schlicht aus Tannenholz gefertigt. Im Zuge der Renovierung wurden die Kirchenbänke angepasst.

### Kanzel, Chorgestühl und Beichtstühle
Die von Alois Reich gebaute Kanzel, das Chorgestühl, Kreuzwegstationen und die Kommunionbank wurden 1911 installiert. Der neugotische Stil wird auch bei Kanzel, Chorgestühl, Kreuzwegstationen und Beichtstühlen beibehalten. Die Reliefs der Kanzel zeigen vier Szenen: Der zwölfjährige Jesus im Tempel, Christus und die Samariterin am Jakobsbrunnen, die Bergpredigt und Christus vor dem Hohepriester. Der linke Beichtstuhl weist Reliefs von Maria Magdalena auf, der rechte von Simon Petrus.

### Empore und Orgel
Anlässlich der Renovierung von 1988 bis 1990 wurde die 1885 eingebaute Orgel von Anton Behmann mit acht Registern ersetzt durch ein Instrument der ortsansässigen Fa. Rieger (Einweihung 1995). Die Behmann-Orgel war bereits in der Vorgängerkirche in Verwendung. Wunibald Briem (1841–1912), Musiklehrer am Gymnasium Stella Matutina in Feldkirch und Gesangslehrer am k.k. Gymnasium erstellte ein Gutachten über die neu erbauten bzw. renovierten Orgeln in Rankweil, Mehrerau, Tosters, Lauterach, Schwarzach, Thal, Braz, Eichenberg, Brand, Ludesch und Schellenberg (Fürstentum Liechtenstein).
An der steinernen Empore finden sich sieben Wappen: Bregenz, Schwarzach, des alten Benediktinerklosters Mehrerau, von Papst Pius XI., Bischof Sigismund Waitz, des Landes Vorarlberg und der Gemeinde Wolfurt.

### Turm und Glocken
Der nördlich an das Langhaus/Chor angebaute quadratische, dreigeschoßige Turm ist 64 Meter hoch, der dritthöchste in Vorarlberg, weist einen Spitzgiebelhelm auf und hat im obersten Geschoß vier Spitzbogenschallöffnungen in gotischem Stil mit Maßwerk. Er ist nicht öffentlich zugänglich.
Im Turm wurden 1904 sechs neue Bronzeglocken aufgezogen. Diese mussten im Ersten Weltkrieg abgegeben werden und wurden für Kriegszwecke eingeschmolzen. Danach wurden Stahlglocken der Fa. Böhler aus Kapfenberg aufgezogen.

## Friedhof
Der Friedhof ist direkt dem Hauptportal der Pfarrkirche südöstlich gegenüberliegend mit traditionellen Erdgräbern und mehreren Urnenwänden. Ab 1868 wurde die Friedhofsanlage maßgeblich erweitert und Arkaden errichtet. Eine Erweiterung fand auch 1964 statt, als der alte Pfarrhof abgebrochen wurde. Am Eingang des Friedhofes befand sich ein Relief von Emmerich Kerle (inzwischen entfernt). Es wurde auf 1968 datiert und zeigte den heiligen Georg.